# Lackluster Me
Lackluster Me è il secondo album in studio dei Savoy. L'album ha vinto lo Spellemannprisen che può essere definito come il Grammy norvegese.

## Formazione
- Paul Waaktaar-Savoy: chitarra, tastiera, voce, batterista
- Lauren Waaktaar-Savoy: voce
- Frode Unneland: batterista

## Tracce
1. Lackluster Me - 4:30
2. Unsound - 5:02
3. You Should Have Told Me - 4:32
4. Foreign Film - 3:55
5. Flowers For Sylvia - 2:10
6. I Still Cry - 4:44
7. Sycamore Leaves - 3:35
8. Rain - 5:14
9. Butt Out - 2:53
10. This, That & The Other - 4.19
11. Hey Luchie - 2:35
12. Easy - 3:23
13. If You Tell   - 4:20